# Дик, Виллен
Вильгельм Йозеф (Виллен) Дик (нем. Wilhelm Josef «Willen» Dick, 10 сентября 1897, Вейпрти — 1980, Вермельскирхен, Северный Рейн-Вестфалия) — чехословацкий и немецкий прыгун с трамплина и двоеборец, первый чемпион мира по прыжкам с трамплина.

## Карьера
Виллен Дик родился в 1897 году в семье судетских немцев. Отец Вильгельма был маляром, а мать — дочкой плотника.
В 1925 году на чемпионате мира в Янске-Лазне представлял Чехословакию. Этот чемпионат мира был первым в истории, однако на него не приехали сильнейшие атлеты из Норвегии, Швеции и Финляндии, что позволило чехословакам выиграть четыре золота из четырёх возможных. В турнире прыгунов Дик одержал победу, став первым в истории чемпионом мира по прыжкам с трамплина.
В 1926 году на мировом первенстве в финском Лахти защищал цвета сборной Германии, но медалей не завоёвывал. В прыжках с трамплина он не смог попасть даже в чисто пятнадцати лучших, а в турнире двоеборцев финишировал на 21-й позиции.
На первенстве мира 1927 года, которое прошло в Кортина-д’Ампеццо Дик вновь выступал под чехословацким флагом. Как и два года назад, в первенстве не участвовали финны и норвежцы. В турнире прыгуном Виллен показал второй результат, уступив 0,9 балла шведскому прыгуну Торе Эдману. Также выходил на старт турнира двоеборцев, где замкнул десятку лучших. Принимал участие в лыжной гонке на 18 километров, которую завершил на 46-й позиции.
После присоединения Судетской области к нацистской Германии жил в немецком Гармиш-Партенкирхене. После Второй мировой войны перебрался в западногерманский Вермельскирхен, где и скончался в 1980 году.